# Coinside
Coinside ist ein deutsches Electro- und EBM-Projekt.

## Geschichte
Coinside wurde im Herbst 1993 von Sven Bussler als experimentelles Musikprojekt gegründet und war anfangs ein Instrumentalprojekt. Nach Demoaufnahmen wurde das Projekt zunehmend zur Band ausgebaut. Als Gruppe bestand Coinside bald aus Sven Bussler als Komposition und dem Sänger Torsten Bessert. Mit Der Primat aus dem Jahr 1996 und dem 1997 veröffentlichten Gestern, Heute und [K]ein Morgen!? gab die Band Musik auf Kassette über Ragna Organisation, ein von Bussler initiiertes Label.
Noch im Jahr der Veröffentlichung von Gestern, Heute und [K]ein Morgen!? stieß der Instrumentalist Veith Beck zur Band. Im Frühjahr 1999 erschien mit Negator das erste Album, 2000 folgte Einst und Heut’. Nach einer kreativen Pause erschien das Album Malleus Maleficarum im Jahr 2002. Das enthaltene Stück Hexenhammer entwickelte sich zum Clubhit. Auf Malleus Maleficarum folgte Elf, das über Ars Electrique, einem weiteren von Bussler initiierten Label, veröffentlicht wurde. Nach Elf widmeten sich die Musiker vermehrt ihrem Privatleben. Erst im Jahr 2009 folgte das Album Opus Convertere. 2015 erschien die komplette Diskografie als Boxset unter dem Titel Gesammelte Werke. Über den Verlauf ihres Aktivitätszeitraums veröffentlichte die Band ihre Tonträger anhaltend in limitierten Versionen mit speziellen Verpackungen die aus Holz, Gummi oder gefalteten Papier bestanden.

„Leider ist es sehr schwer an die begehrten Tonträger von Coinside zu kommen, da ihre Veröffentlichungen nicht gerade auflagenstark produziert wurden.“

## Auftritte und Fangemeinde
Das Projekt trat ab November 1995 in Sachsen bei Clubkonzerten und Festivals der Electro-Szene auf. Konzerte außerhalb des Bundeslandes absolvierte die Band im späteren Verlauf ihrer Wirkungszeit ebenso wie mehrere Auftritte beim Wave-Gotik-Treffen. Für viele Auftritte kooperierte die Band dabei mit dem Unternehmen Electric Tremor Dessau, einem populären EBM-Label und Konzertveranstalter. Die Performance der Band wurde meist gelobt. Hervorgehoben wurde hinzukommend, dass die Gruppe über eine konstante und an Merchandising-Artikeln erkennbare Fangemeinde verfüge, die auch zu Festival-Auftritten zugegen war.

„:: COINSIDE ::, die gleich mit eigenem Fanclub angereist waren, so schien es zumindest, einheitlich mit dem T-Shirt zum 10-jährigen Bestehen der Band gewandet. Es gab hammerharten EBM/Industrial mit treibenden Beats und den Übersong Hexenhammer (vorgetragen mit Henkerskapuze und rotem Buchwerk), der es dann doch schaffte, das relaxte Volk zu motivieren. Übrigens, die Texte der Band sind recht interessant…“

So sei es ein „Fakt […], dass Coinside nicht wenige treue Anhänger haben“, die „den düsteren Sound wohlwollend“ aufnehmen. Als weitere Besonderheit gilt dabei, dass Coinside mit „Ronny-Po-Ponny [über] den wahrscheinlich szeneweit bekanntesten Fan“ verfügte.  Im Rahmen des Verhältnisses zwischen Ronny-Po-Ponny und Coinside entstand die Festivalreihe Ronny Po Ponny‘s Geburtstagsparty, die 2004, 2005, 2007, 2008, 2010, 2012, 2014 und 2017 stattfand. Beteiligt waren neben Coinside Bands wie A.D.A.C. 8286, Jäger 90 und Stechschritt.

## Stil
Coinside spielt Electronic Body Music. Vergleiche werden insbesondere zu Leæther Strip und Calva Y Nada gezogen. Beide Band, Synonym stehend für die Electro-Musik der 1990er-Jahre, werden von Coinside als Helden und Einflüsse benannt. Ausgehend von diesem Einfluss entwickelte das Projekt ihren Musikstil im Spektrum des Electro und der EBM. „Harte, stampfende Beats und ein extrem kräftiger und gegrowlter Gesang“ sind die markanten Markenzeichen der Band. Die deutschen Texte sind häufig sozial- und gesellschaftskritisch angelegt.

## Diskografie
| Studioalben - 1995: Conceptions 1995 (Ragna Organisation) - 1996: Der Primat (Ragna Organisation) - 1997: Gestern, Heute und (K)ein Morgen!? (Ragna Organisation) - 1999: Die Stille durchbrochen (Ragna Organisation) - 1999: Negator (Ragna Organisation) - 1999: Einst und Heut’ … (Ragna Organisation) - 2002: Malleus Maleficarum (Ragna Organisation) - 2003: Elf (Ars Electrique) - 2009: Opus Convertere (White Ashes) Livealben - 1997: Live (Ragna Organisation) - 2000: Coinside Live (Ragna Organisation) | Kompilationen - 2015: Gesammelte Werke 1995–2005 (Box mit 5 Coinside-CDs, 1 Video-DVD mit Konzertmitschnitten, 1 Beutel, mehrere Postkarten, Textbuch und eine CD von Prisoners of Society & Transform Collage) Videoalben - 2004: Ronny Po Pony’s „Geburtstags-DVD“ 2004 (mit Prisoners of Society und Tank) - 2004: Hexenhammer (Video) - 2005: Vorab-DVD - 2007: Ronny Po Pony’s „Geburtstags-DVD“-Box - 2012: Coinside Greatest Hits | Kompilationsbeiträge - 1996: Electronic Future – Vol. 1 (15 – Die Versuchung (Version)) - 1997: Twilight Sounds – Die Hofkurier Compilation (12 – Mensch entsteht – Natur vergeht) - 1999: Newcomerfestival I Grossräschen (12 – Mein bester Freund, 13 – Trieb, 14 – Untergang) - 2001: Neue Welten (01 – Mein Weg) - 2001: Sonic-Xperience (12 – Metamorph) - 2004: Refraktor XX (02 – Sturm) - 2004: Les Requiems d’Orpheus Volume 1 (02 – Eremit) - 2004: deCODEr v.2.0 (09 – Eremit) |